# فهرست توزیع ثروت کشورها
این فهرست کشورها بر پایه نحوه توزیع ثروت یا ضریب جینی است. با بالاتر رفتن ضریب جینی، نابرابری در توزیع ثروت بیشتر می‌شود.
| رتبه | کشور                | شاخص جینی | جمعیت (میلیون) | جمعیت بزرگسال (میلیون) | ثروت هر بزرگسال به دلار | درصد ثروت |
| -    | جهان                | ۰٫۸۰۴     | ۶٫۰۸۵٫۵۷۶      | ۳٬۶۹۷٫۵۱۱              | ۳۳٬۸۹۳                  | ۱۰۰       |
| ۱    | ژاپن                | ۰٫۵۴۷     | ۱۲۷٫۰۳۴        | ۱۰۰٫۹۳۳                | ۱۵۷٫۱۴۶                 | ۹٫۸۶      |
| ۲    | چین                 | ۰٫۵۵۰     | ۱٫۲۵۱٫۷۸۸      | ۸۴۲٫۰۶۳                | ۱۶٬۷۴۹                  | ۲٫۶       |
| ۳    | اسپانیا             | ۰٫۵۷۰     | ۴۰٫۷۱۷         | ۳۲٫۱۶۵                 | ۱۱۷٬۸۳۷                 | ۲٫۲       |
| ۴    | کره جنوبی           | ۰٫۵۷۹     | ۴۶٫۷۷۹         | ۳۳٫۲۴۲                 | ۶۳٬۷۱۶                  | ۱٫۱       |
| ۵    | ایتالیا             | ۰٫۶۰۹     | ۵۷٫۷۱۵         | ۴۶٫۴۱۶                 | ۱۵۰٬۳۲۷                 | ۴٫۵       |
| ۶    | فنلاند              | ۰٫۶۲۱     | ۵٫۱۷۷          | ۳٫۳۲۸                  | ۷۰٬۴۶۱                  | ۰٫۱۵      |
| ۷    | استرالیا            | ۰٫۶۲۲     | ۱۹٫۰۷۱         | ۱۳٫۶۹۰                 | ۱۲۶٬۶۳۵                 | ۱٫۰       |
| ۸    | هلند                | ۰٫۶۵۰     | ۱۵٫۸۹۸         | ۱۲٫۰۴۶                 | ۱۵۹٬۹۱۰                 | ۱٫۴       |
| ۹    | تایوان              | ۰٫۶۵۵     | ۲۲٫۱۹۱         | ۱۵٫۴۷۶                 | ۱۴۳٬۴۰۵                 | ۱٫۳       |
| ۱۰   | بنگلادش             | ۰٫۶۶۰     | ۱۲۸٫۹۱۶        | ۶۶٫۴۸۳                 | ۲٬۴۲۴                   | ۰٫۱       |
| ۱۱   | آلمان               | ۰٫۶۶۷     | ۸۲٫۳۴۴         | ۶۴٫۸۱۰                 | ۱۱۵٬۳۲۵                 | ۵٫۷       |
| ۱۲   | هند                 | ۰٫۶۶۹     | ۱٫۰۲۱٫۰۸۴      | ۵۷۰٫۵۹۵                | ۱۱٬۶۵۵                  | ۰٫۹       |
| ۱۳   | ویتنام              | ۰٫۶۸۲     | ۷۸٫۶۷۱         | ۴۴٫۰۲۵                 | ۱۰٬۰۴۵                  | ۰٫۱       |
| ۱۴   | کانادا              | ۰٫۶۸۸     | ۳۰٫۶۸۹         | ۲۲٫۷۶۴                 | ۱۲۰٬۳۲۶                 | ۱٫۷       |
| ۱۵   | بریتانیا            | ۰٫۶۹۷     | ۵۸٫۶۷۰         | ۴۳٫۸۷۱                 | ۱۷۲٬۴۶۱                 | ۵٫۹       |
| ۱۶   | مغولستان            | ۰٫۶۹۸     | ۶۶٫۳۶۵         | ۳۴٫۰۵۳                 | ۳۲٬۴۹۴                  | ۰٫۱       |
| ۱۷   | روسیه               | ۰٫۶۹۹     | ۱۴۶٫۵۶۰        | ۱۰۷٫۴۹۳                | ۲۲٬۶۰۴                  | ۰٫۴       |
| ۱۸   | تایلند              | ۰٫۷۱۰     | ۶۱٫۴۳۸         | ۴۰٫۱۶۰                 | ۲۱٬۲۹۵                  | ۰٫۲       |
| ۱۹   | ترکیه               | ۰٫۷۱۸     | ۶۸٫۲۳۴         | ۴۰٫۳۹۱                 | ۳۷٬۸۰۶                  | ۰٫۵       |
| ۲۰   | فرانسه              | ۰٫۷۳۰     | ۵۹٫۲۷۸         | ۴۴٫۳۵۸                 | ۱۲۶٬۳۶۰                 | ۴٫۱       |
| ۲۱   | نیجر                | ۰٫۷۲۹     | ۱۱٫۷۸۲         | ۴٫۷۵۸                  | ۴۳۴۴                    | ۰٫۰       |
| ۲۲   | آرژانتین            | ۰٫۷۴۰     | ۳۶٫۸۹۶         | ۲۳٫۳۰۷                 | ۵۸٬۱۶۱                  | ۰٫۷       |
| ۲۳   | مکزیک               | ۰٫۷۴۹     | ۱۰۰٫۰۸۸        | ۵۶٫۱۳۲                 | ۴۱٬۸۸۱                  | ۱٫۰       |
| ۲۴   | اندونزی             | ۰٫۷۶۴     | ۲۰۹٫۱۷۴        | ۱۲۴٫۴۴۶                | ۱۳٬۴۰۱                  | ۰٫۲       |
| ۲۵   | سوئد                | ۰٫۷۷۶     | ۸٫۸۷۷          | ۵٫۵۴۶                  | ۱۰۲٬۹۹۶                 | ۰٫۶       |
| ۲۶   | برزیل               | ۰٫۷۸۴     | ۱۷۳٫۸۵۸        | ۱۰۴٫۲۱۳                | ۳۲٬۸۲۵                  | ۱٫۳       |
| ۲۷   | ایالات متحده آمریکا | ۰٫۸۰۱     | ۲۸۴٫۱۵۴        | ۲۰۲٫۸۶۵                | ۲۰۱٬۳۱۹                 | ۳۲٫۶      |
| ۲۸   | سوئیس               | ۰٫۸۰۳     | ۷٫۱۶۷          | ۵٫۴۹۷                  | ۱۷۹٬۳۴۵                 | ۱٫۰       |